# 樓异
樓（？—？），字試可，鄞县人，宋朝大臣。

## 生平简介
樓郁之孫，樓常之子。宋神宗元豐八年（1085年）進士。初任汾州司理參軍，歷官永興軍虞幕府、東京文繡院監正、大宗正丞。哲宗元符二年（1099年）任登封县令，迁度支员外郎、吏部右司员外郎、左司郎中、太府鸿胪卿。政和七年（1117年），以館閣学士知隋州事，臨行前奏請在明州設置高麗一司（即明州高麗使館），重開中朝貿易，並以内帑六千万，造船百艘。改任明州（今寧波）知府，廢廣德湖，闢良田七百二十頃，收穀三萬六千石，“以其歲人儲以待高麗人”，然而南塘河卻隨之壅塞。以「應奉有勞」、「職事修舉」功加直龙图阁秘阁修撰，宣和二年（1120年），因抗方臘有功，官至徽猷閣直學士。並於月湖松岛建“书锦堂”。

## 家庭
樓异有五子：樓琛、樓璹、樓琚、樓璩、樓珌，皆以蔭入仕。其中樓璹官至朝儀大夫，權兼淮南轉運司事，留意農事，作《耕織圖》；樓琚曾官右朝散郎，樓璩終朝議大夫。